# Татары в Канаде
Татары в Канаде (тат. Канада татарлары) — национальное меньшинство в Канаде. Согласно переписи 2011 года, 2850 канадцев заявляли о своем татарском происхождении. Большинство из них (1 245 — 2 000 человек) живут в Торонто, Онтарио.
Каждый год группа татарских активистов организует фестиваль Сабантуй в Монреале, на который съезжаются татары и представители других тюркских диаспор со всей страны.

## Примечание
1. ↑  Statistics Canada. Ethnocultural Portrait of Canada. Дата обращения: 11 февраля 2014. Архивировано из оригинала 7 января 2012 года.
2. ↑  The Tatar Gazette. Tatars in Canada. Дата обращения: 11 февраля 2014. Архивировано 12 октября 2014 года.